# 天香引
天香引，词牌名。别名“蟾宫曲”、“折桂令”、“折桂回”、“秋风第一枝”等。又为元曲名，可演奏，长约四分二十七秒，演奏乐器主要为箫。

## 词牌格式（曲谱）
平平仄去平平（韵）。平去平平，平仄平平（韵）。平仄平平，平平仄仄，平上平平（韵）。
仄仄平平平上，平平平仄仄平（韵）。仄仄平平（韵），仄仄平去（韵），仄仄平平（韵）。

## 例词
汤式 西湖感旧
问西湖昔日如何？朝也笙歌，暮也笙歌。问西湖今日如何？朝也干戈，暮也干戈。
昔日也二十里沽酒楼香风绮罗，今日个两三个打鱼船落日沧波。
光景嗟跎，人物消磨。昔日西湖，今日南柯。